# Espadachín (personaje)
Espadachín (Jacques Duquesne) es un personaje que aparece en los cómics estadounidenses publicados por Marvel Comics. Su primera aparición fue en The Avengers Volumen 1 # 19 (agosto de 1965) y fue creado por Stan Lee y Don Heck. Aunque fue introducido por primera vez como un enemigo del Ojo de Halcón y Los Vengadores, ha tenido los roles de supervillano y superhéroe.
Tony Dalton interpreta al personaje, rebautizado como Jack Duquesne, en las series de televisión en streaming del Universo cinematográfico de Marvel Hawkeye (2021) y Daredevil: Born Again (2025).

## Historial de publicación
El Espadachín apareció por primera vez como supervillano en The Avengers vol. 1 # 19 (1965). Continuó apareciendo en Avengers Volumen 1 # 20, 30, 38, 65, 78 y 79 (1965–1970). El Espadachín cambió de actitud y se convirtió en un superhéroe en Avengers vol. 1 # 100 (1972) y más tarde se convirtió en miembro de los Vengadores en Avengers vol. 1 # 112–130 (1973–1974), Defenders Vol. 1 # 9–11 (1973), Capitán Marvel vol. 1 # 32–33 (1974), Fantastic Four vol. 1 # 150 (1974), Giant-Size Avengers vol. 1 # 2 (1974) y Avengers Spotlight # 22 (1989). Más tarde, el Espadachín poseído por Cotati apareció en The Avengers Vol. 1 # 134, 135, 157, 160 (1975–1977), Giant-Size Avengers, vol. 1 # 4 (1975) y West Coast Avengers vol. 2 # 39 (1988).
El Espadachín ha sido miembro de varios grupos de supervillanos, incluida la Legión Letal en Avengers Vol. 1 # 78–79 (1970) y Iron Man Annual # 7 (1984), los Emisarios del Mal en Alpha Flight Special vol. 2 # 1 (1992), y la Legión de los No-Vivos en Avengers Annual # 16 (1987), West Coast Avengers Vol. 2 # 61 (1990) y Avengers vol. 3 # 10-11 (1998).
Introducido como contraparte villana de Hawkeye en las páginas de The Avengers, el Espadachín apareció en Hawkeye Vol.1 # 1 (1983), Solo Avengers # 2 (1988), Hawkeye Vol.3 # 3 (2004) y Hawkeye: Blindspot # 1 (2011) como parte de los orígenes de Hawkeye. El Espadachín también luchó contra el Capitán América en Tales of Suspense # 88 (1967) y el Capitán América # 105 (1968).
La trama de la historia de la Guerra de Caos 2010-2011 vio el regreso del Espadachín. Fue uno de los personajes centrales de la serie relacionada Chaos War: Dead Avengers (2010–2011). El Espadachín también apareció en Chaos War # 2 & 4–5 (2010–2011) y Chaos War: Ares # 1 (2010).

## Biografía ficticia
Jacques Duquesne creció como un joven privilegiado en la nación (ficticia) del sudeste asiático, Sin-Cong, y luego bajo el dominio francés. A diferencia de su padre y otros residentes europeos, Duquesne no tuvo ningún prejuicio contra los nativos de Sin-Cong, y después de realizar un acto de bondad para un sirviente nativo, fue invitado a unirse a una rebelión comunista contra el gobierno francés. Como el Espadachín disfrazado, Duquesne, imaginándose a sí mismo como un luchador por la libertad, ayudó a liberar a Sin-Cong, solo para descubrir que el líder rebelde, Wong Chu, había matado al padre de Duquesne. Devastado y desilusionado, Duquesne abandonó Sin-Cong para buscar aventuras. Nada más se sabe de la carrera temprana de Duquesne, pero eventualmente se unió al Carnaval de Carson de Viajando Maravillas; aunque su juego con la espada lo convirtió en una de las atracciones estrella del carnaval, gradualmente descendió a los juegos de azar y la embriaguez, con su idealismo juvenil por detrás.
Finalmente, Duquesne, que ya tenía treinta o más años, tomó a un joven fugitivo llamado Clint Barton bajo su ala y le enseñó a usar armas con cuchillas, mientras que otro actor, Trick Shot, enseñó a tiro con arco a Barton, en el que demostró ser un maestro. El joven Clint tropezó con Duquesne robando dinero del pagador del carnaval para pagar una deuda de juego. Clint intentó entregar su mentor a la ley, pero fue perseguido por Duquesne y maltratado. Antes de que Duquesne pudiera asestar el golpe fatal, Trick Shot intervino para salvar al joven. Duquesne luego huyó del carnaval y adoptó su acto de juego de espadas para convertirse en un supervillano disfrazado.
Años más tarde, el Espadachín intentó unirse a los Vengadores (cuyos miembros incluían a Clint Barton, ahora conocido como el superhéroe Hawkeye) para aprovechar los beneficios que conlleva una identificación de Vengador. Se le negó la entrada al equipo, en gran parte debido a las protestas de Hawkeye y al hecho de que lo buscaban en diferentes estados, y amenazó con matar al Capitán América después de capturarlo, pero el resto pudo rescatarlo. Después de fallar la primera vez, fue aceptado en los Vengadores. Sin embargo, fue secretamente un agente del Mandarín, que lo había teletransportado a su castillo antes de que los Vengadores pudieran capturarlo, y creó una pseudo-imagen de Iron Man para recomendar el Espadachín a los Vengadores. El Mandarín también equipó a la espada del Espadachín con poderes adicionales, como disparar relámpagos artificiales, aunque advirtió al Espadachín: si alguna vez lo apuntaban a él, revertirían. Poco después de unirse a los Vengadores, el Espadachín reveló sus verdaderas intenciones y traicionó al equipo, colocando una bomba en los paneles de control que podían activarse por control remoto. Pronto cambió de parecer y traicionó al Mandarín para salvar a los Vengadores. A pesar de sus actos heroicos, el Espadachín abandonó las filas de los Vengadores, sabiendo que el Mandarín ahora estaría contra él.
El Espadachín volvió a ser un supervillano a sueldo y luchó contra los Vengadores en numerosas ocasiones. Bajo el liderazgo de Black Widow se unió al Power Man original y luchó contra el equipo de superhéroes, capturando a casi todos sus miembros. Con Power Man, luchó contra el Capitán América como agentes de Red Skull. El Espadachín también participó en el intento de Mandarín de conquistar el mundo, junto con otros villanos. Más tarde luchó contra el Capitán América nuevamente, como miembro de la Brigada de Batroc, fue empleado por Egghead donde luchó contra Hawkeye (en su personaje de Goliath). Junto con Power Man, el Espadachín se unió al grupo de supervillanos de la Legión Letal y luchó contra los Vengadores. Finalmente, el Espadachín se reunió brevemente con los Vengadores en una guerra contra Ares en el Olimpo. Más tarde, se reunió con Mantis, una aliada de los Vengadores, y luego se unió a los Vengadores después de que se enamoró de ella en secreto. Posteriormente participó en la guerra de los Vengadores / Defensores.
En su última misión, Duquesne ayudó a los Vengadores en el conflicto que involucró a Kang en su búsqueda de la "Madonna Celestial". Para facilitar sus planes, Kang había capturado a los Vengadores presentes en ese momento (Visión, Thor, Iron Man, Mantis, La Bruja Escarlata y su invitada Agatha Harkness), pero dejó a Espadachín atrás porque lo consideraba inútil. Humillado, pero determinado a mostrarle a Kang su verdadero valor, Swordsman rastreó a los Vengadores cautivos hasta la base piramidal de Kang en Gizeh, donde se encontró con Rama-Tut, el alter ego cronológico de Kang. Con su ayuda y la ayuda de Hawkeye, que acababa de regresar de un permiso de ausencia, Espadachín logró liberar a sus compañeros vengadores. Más tarde se reveló que Mantis era, de hecho, la "Madonna celestial". Después de que se frustraron los planes de Kang y decidió no dejar a la Madonna con nadie más, el Espadachín sacrificó su vida interceptando la explosión de energía de Kang que estaba destinada a Mantis. Poco después, Mantis se casó con Cotati, el mayor de los alienígenas de la Tierra, quien había resucitado y poseído el cadáver del Espadachín e infundido una porción de su propia conciencia. Mantis y Espadachín continuaron a tener un hijo juntos. Después de luchar contra los Vengadores, el Espadachín poseído por Cotati se convirtió en polvo.
Durante la historia de la Guerra del Caos, Espadachín se encuentra entre los héroes fallecidos lanzados por Plutón para defender el inframundo de Amatsu-Mikaboshi. Regresando a la Tierra, el Espadachín se une a un equipo de Vengadores "muertos", liderados por el Capitán Mar-Vell, quienes se encargan de proteger a sus compañeros inconscientes de Segador. Después de la batalla solo quedaron el Espadachín y la Chaqueta Amarilla (Rita DeMara).
En el "Camino a Empyre", el mayor de los Cotati de la Tierra que todavía usa el cuerpo del espadachín y Sequoia han reaparecido en el Área Azul de la Luna después de que se revitalizó el área rica en oxígeno. Solicitan la ayuda de los Vengadores para evitar otra masacre de Cotati por parte de la Alianza Kree/Skrull. Sin embargo, rápidamente se da cuenta de que los Cotati están engañando a los Vengadores y buscan exterminar toda la vida basada en la "carne", comenzando por la humanidad. El Espadachín se enfrenta en Wakanda a la Pantera Negra que lo destruye.

## Poderes y habilidades
El Espadachín es un atleta de nivel olímpico sin poderes sobrehumanos, y es un estratega astuto y muy hábil en el combate sin armas. El Espadachín es un maestro en el uso de armas de hoja, especialmente espadas y cuchillos, y su arma principal es una espada modificada por el súper villano Mandarín de la tecnología Makluan. Al presionar uno de los botones en la empuñadura de la espada, el Espadachín puede proyectar un haz de fuerza de conmoción, un rayo desintegrador, un gran chorro de llamas, energía eléctrica en una forma parecida a un rayo o una corriente de gas nervioso que induce una inconsciencia temporal. También lleva varios cuchillos arrojadizos y dagas según sea necesario.

## Otros personajes llamados Espadachín

### Philip Javert
Philip Javert, un espadachín de un universo alternativo, fue miembro de los recolectores. Los recolectores fueron reunidos por Proctor (una versión alternativa del Caballero Negro) para cazar a todos los Sersi a lo largo del multiverso. Proctor y los recolectores viajaron al universo principal de Marvel (Tierra-616) para matar a su versión de Sersi. El Espadachín, junto con Magdalene, miembro de los Gatherers, se volvió contra Proctor y se unió brevemente a la versión principal de los Vengadores. Algunos años más tarde, se unirían a los Vengadores y al Escuadrón Supremo y dejarían la Tierra-616 por partes desconocidas.

### Espadachina
Una nueva heroína llamada Espadachina aparece más tarde como miembro del equipo europeo de superhéroes conocido como Euroforce. Más tarde se revela que es Marjorie, la hija ilegítima adolescente del Espadachín de París.

### Villano Espadachín
Más tarde aparece un nuevo espadachín, empuñando una katana de aleación de vibranium y afirmando haber heredado el manto de Jacques Duquesne. Intenta extorsionar dinero de la ciudad de Sauga River amenazando con inundarlo, pero es derrotado por el Capitán América.

## Otras versiones

### Marvel Zombies
Se ve a un Espadachín zombificado atacando y devorando a Magneto. Después de la derrota de Magneto, Espadachín hizo otra aparición. Luego intentó, sin éxito, matar a los Cuatro Fantásticos del Universo Ultimate, terminando con él temporalmente cegado por la Ultimate Mujer Invisible. Y también intentó matar a Silver Surfer, aunque eso tampoco tuvo éxito; fue asesinado cuando fue literalmente desgarrado por la energía Cósmica de Poder.

### Heroes Reborn
Una versión del Espadachín aparece como un nativo del mundo Heroes Reborn, que fue creado por Franklin Richards. Él y su mundo fueron creados después de que los Vengadores "murieron" luchando contra Onslaught. Esta versión de Espadachín empuñaba la Espada de ébano del Caballero Negro. Cuando los Vengadores se encontraron y lucharon contra Kang y Mantis, Espadachín pareció recordar su vida anterior a pesar de ser una construcción creada por Franklin. Esta versión adoptó más tarde el disfraz de Deadpool.

### Casa de M
En la realidad de House of M, el Espadachín era miembro de la organización criminal Dragons de Shang-Chi, junto con Colleen Wing, Mantis, Zaran y Machete. Fue asesinado por Bullseye cuando los Dragones son emboscados por los asesinos de Kingpin.

## En otros medios

### Televisión
- El Espadachín apareció en la parte de Capitán América / Vengadores de The Marvel Super Heroes, con la voz de Ed McNamara.
- El Espadachín apareció en el episodio "Comes a Swordsman" de The Avengers: United They Stand, con la voz de Paul Essiembre. Además de su historia con Hawkeye, se muestra que está trabajando con Ringmaster y Circo del Crimen en su plan para robar un suministro de Mythrax Bacteria. Durante la pelea de los Vengadores con Ringmaster, Hawkeye lucha contra Swordmaster cuando revela que usó el Ringmaster como una diversión. El Espadachín se escapa cuando Hawkeye y Ant-Man desarman la bomba Mythrax. Más tarde se reveló que Espadachín fue contratado por Zodiac para entregarles las bacterias Mythrax. Tauro hizo que sus secuaces "rompieran al Espadachín en doce pedazos".
- Un personaje basado en el Espadachín llamado Jack Duquesne, aparece en la serie de Marvel Cinematic Universe / Disney+, interpretado por Tony Dalton.
  - Primero aparece en Hawkeye (2021),[47]esta versión no tiene vínculos con Clint Barton y es el prometido de la madre viuda de Kate Bishop, Eleanor. Eventualmente, él fue incriminado por Eleanor ante la muerte de su tío Armand Duquesne III al poner su nombre en una corporación fantasma que lavaba dinero para la Tracksuit Mafia. Aunque fue liberado rápidamente y se demostró su inocencia, Duquesne luego se enteró de que Eleanor lo había engañado y se unió a Kate, Hawkeye y sus aliados para luchar contra los Tracksuits durante la Batalla en el Rockefeller Center.
  - Duquesne aparece en los episodios de Daredevil: Born Again (2025), "Excessive Force", donde adopta el apodo de justiciero Espadachín, en "Isle of Joy", siendo un invitado al Baile Inaugural en Blanco y Negro del Alcalde Fisk, donde se le advierte sobre su vigilancia por parte de la AVTF y "Straight to Hell", aparece siendo prisionero a manos de Fisk.[48]

### Videojuegos
- El Espadachín aparece como un personaje jugable desbloqueable en Lego Marvel Vengadores.